# Lie Yukou
Lie Yukou (chino simplificado: 列御寇, chino tradicional: 列禦寇; pinyin: Liè Yǔkòu) fue un taoísta chino, autor del Liezi (列子). Vivió alrededor del año 350 a. C., durante el Período de los Reinos Combatientes.
Se sabe muy poco del autor además de lo que él mismo nos cuenta. Aparentemente vivió en la provincia de Zheng, alrededor del año 398 a. C., cuando el primer ministro Zi Yang fue asesinado en una revuelta. Basándose en que no es mencionado por el historiador Sima Qian, cierto crítico de la dinastía Song declaró que Lie fue un personaje ficticio inventado por Zhuangzi.